# Alexander Iwanowitsch Uspenski

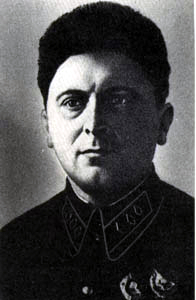
Alexander Iwanowitsch Uspenski (1938)

Alexander Iwanowitsch Uspenski (russisch Александр Иванович Успенский, wiss. Transliteration Aleksandr Ivanovič Uspenskij; * 14. Februarjul. / 27. Februar 1902greg. in Werchni Suchodol, Ujesd Alexin; † 28. Januar 1940 in Moskau) war ein hochrangiger Leiter der Tscheka, der GPU und des NKWD. Er war sowohl Täter als in gewisser Hinsicht auch Opfer des „Großen Terrors“.

## Leben
Uspenski wurde in dem Dorf Werchni Suchodol im Ujesd Alexin des Gouvernements Tula als Sohn eines Forstbeamten geboren. Er besuchte einige Jahre lang kostenpflichtige orthodoxe Schulen und machte während des Russischen Bürgerkrieges Karriere. Im Jahre 1918/19 gehörte er noch als Sekretär dem „Armen-Komitee“ seiner Heimatstadt an, aber 1919/20 wurde er schon Kommandeur der Polizei im Ujesd Alexin. Im August 1920 wechselte er schließlich zur Tscheka. In Verbindung damit erfolgte im September desselben Jahres seine Aufnahme in die Kommunistische Partei. Auch in den folgenden Jahren blieb der Ujesd (später Rajon) Alexin Uspenskis vorrangiges Tätigkeitsfeld, bevor er im März 1927 zum Kommandeur der GPU in der Wirtschaftsabteilung Ural ernannt wurde. Am 27. September 1931 trat er die gleiche Stellung in der Oblast Moskau an. Dort agierte er vom 27. November 1932 bis zum 14. Mai 1933 als Vertreter des lokalen GPU-Repräsentanten. Anschließend wurde Uspenski 1934 Leiter der Verwaltung des NKWD. Unter seiner Leitung fanden fortan Massenverhaftungen in Moskau statt. Einen neuen Höhepunkt erlebte Uspenskis Karriere am 19. Februar 1935 mit der Berufung zum stellvertretenden Kommandeur der inneren Kreml-Wache. Ein Jahr darauf (25. Februar 1936) wurde er stellvertretender Befehlshaber des NKWD in Westsibirien und am 16. März 1937 schließlich Leiter des NKWD in Orenburg. Dort war er in diesen Jahren die treibende Kraft hinter den staatlichen Repressalien in diesen Gebieten. Seit diesem Jahr gehörte er auch dem Obersten Sowjet an.
Bereits aus den Tagen seiner Tätigkeit in der Hauptstadt kannte Uspenski Nikita Chruschtschow. Am 25. Januar 1938 wurde Uspenski zum Kommissar für Innere Angelegenheiten in der Ukraine berufen, wo auch Chruschtschow als Parteichef tätig wurde. In dieser Zeit veranlasste Uspenski die Verhaftung von etwa 36.000 Menschen. Nach den Erinnerungen Chruschtschows überschüttete Uspenski die Verantwortlichen in Moskau geradezu mit Berichten über zahlreiche „Volksfeinde“. Doch während der Zeit des „Großen Terrors“ geriet Uspenski selbst in die Schusslinie. Im Herbst 1938 wurde er nach Moskau zitiert. Da er davon ausging, dort verhaftet zu werden, täuschte Uspenski am 14. November 1938 seinen eigenen Selbstmord (Ertrinken im Dnepr) vor und flüchtete in das Uralgebirge. Allerdings wurde er dort in Miass am 15. April 1939 aufgespürt und festgenommen. Am 27. Januar 1940 erfolgte seine Verurteilung zum Tode. Kurz darauf wurde das Urteil vollstreckt. Im Gegensatz zu vielen anderen höheren Beamten und Offizieren wurde Uspenski später nicht rehabilitiert.